# Timothy Ferriss
Timothy Ferriss (nascido em 20 de julho de 1977) é um escritor americano, empresário, investidor anjo e palestrante. Em 2007 lançou seu primeiro livro, Trabalhe 4 Horas por Semana e alcançou a posição nº1 na lista de best-seller do The New York Times e nº1 na lista de best-sellers do jornal The Wall Street Journal. 
Desde o seu lançamento, o livro Trabalhe 4 Horas por Semana ficou sete anos consecutivos em listas de bestsellers.  Em 2010 Tim lançou o livro 4 Horas Para o Corpo e alcançou novamente a posição nº1 na lista de bestsellers do New York Times. Seu terceiro livro foi lançado em 2012, O The 4-Hour Chef e alcançou a posição nº1 na lista de bestsellers do Wall street Journal. 
O escritor também é investidor anjo e membro do conselho de algumas startups como Facebook, Twitter, Evernote e outras empresas. 

## Livros
- The 4-Hour Workweek: Escape 9–5, Live Anywhere, and Join the New Rich (2007) ISBN 978-0-307-35313-9 no Brasil: Trabalhe 4 horas por semana (Planeta, 2008) em Portugal: 4 Horas por Semana (Casa das Letras, 2008)
- The 4-Hour Workweek: Escape 9–5, Live Anywhere, and Join the New Rich (Edição expandida e atualizada) (2009) ISBN 978-0-307-46535-1 no Brasil: Trabalhe 4 horas por semana (Planeta, 2016) em Portugal: 4 Horas por Semana (Casa das Letras, 2010)
- The 4-Hour Body: An Uncommon Guide to Rapid Fat-Loss, Incredible Sex, and Becoming Superhuman (2010) ISBN 978-0307463630 no Brasil: 4 horas para o corpo: Um guia pouco convencional para perder gordura depressa, ter uma vida sexual incrível e se tornar um super-humano (Intrínseca, 2012) em Portugal: 4 Horas por Semana, o Corpo: Um guia revolucionário para perder rapidamente peso, melhorar o sexo e conseguir uma vida melhor e mais longa (Casa das Letras, 2011)
- The 4-Hour Chef: The Simple Path to Cooking Like a Pro, Learning Anything, and Living the Good Life (2012) ISBN 978-0-547-88459-2
- Tools of Titans: The Tactics, Routines, and Habits of Billionaires, Icons, and World-Class Performers (2016) ISBN 978-1-328-68378-6 no Brasil: Ferramentas dos titãs: As estratégias, hábitos e rotinas de bilionários, celebridades e atletas de elite (Intrínseca, 2018) em Portugal: Ferramentas dos Líderes: As táticas, rotinas e hábitos de bilionários, ícones e artistas mundiais (Casa das Letras, 2018)
- Tribe of Mentors: Short Life Advice from the Best in the World (2017) ISBN 978-1-328-99496-7 em Portugal: Uma Tribo de Mentores (Casa das Letras, 2019)